# Cocoro SB
cocoro SB株式会社は、かつて存在したソフトバンクグループの研究開発企業。東京都港区に本社を置いていた。旧商号は汐留役員1号株式会社。自律型ヒューマノイド・ロボットPepperを中心とする事業を展開し、AI技術「感情エンジン」の研究・開発も行っていた。子会社に自然言語処理のサイネット社があった。

## AI技術「感情エンジン」
各種センサー情報を活用することで人間が五感から受け取る外部刺激に対して擬似的な脳内分泌を定義し、クラウドコンピューティングでつながったAI上で感情を表現する技術と説明されている。人工感性知能は感情認識エンジン、感情生成エンジン、自然言語処理 雑談エンジン、物体認識エンジンの4つで構成される。
- 感情認識エンジンはAGI社の声から感情が見える技術を用いている。この技術は医療分野にも活用され、「声で病気を治す技術」の研究もされており、東京大学医学部で臨床が行われている。[2]
- 感情生成エンジンは人工感性知能を大脳辺縁系に見立て、ロボットが受け取った刺激をCRH、ドーパミン、ノルアドレナリン、ACTH、コルチゾール、血糖値、セロトニンなど8種類の内分泌ホルモンやバイタルデータの挙動としてニューラルネットワークでシミュレートしている。[3]
- 自然言語処理 雑談エンジンは意味解析、構文解析、かかりうけ解析を行っており、5W1Hを認識できてランダム性が一切ない会話システムとされている。
- 物体認識エンジンはディープラーニングを利用し、画像を認識し動作をするものと紹介されている。

## 感情を持つモビリティの共同開発
本田技研工業（以降、ホンダ）の研究開発子会社である本田技術研究所とソフトバンクは、当社が開発したAI技術「感情エンジン」をモビリティへ活用する共同研究を開始。ホンダが2016年9月を目標に東京・赤坂にHondaイノベーションラボTokyoを開設予定であり、この共同研究は、この拠点をベースとしたAI技術のオープンイノベーションの取組みの一つと説明された。運転者との会話音声やモビリティーが持つ各種センサーやカメラなどの情報を活用してドライバーの感情を推定し、モビリティー自らの感情でドライバーと対話し学習させること。そして運転者自身の相棒になったような感情を抱き、モビリティへ更なる愛着を感じるようになることを目指している。

## 沿革
- 2012年（平成24年） - 光吉俊二により設立されたベンチャー企業AGIを買収しソフトバンクの子会社化[7]
- 2014年（平成26年）6月5日 - 汐留役員1号株式会社から商号変更する形で感情技術の研究・開発部門Cocoro SB株式会社を設立[8]。家庭向け人型ロボットPepperを発表[9]。
- 2015年（平成27年）
  - 6月18日 - 時給1500円でPepperを貸し出すロボット人材派遣サービス発表。エリアは東京23区のみ[10]。
  - 12月18日 - ロボット人材派遣サービスの提供範囲を埼玉県、千葉県、神奈川県、愛知県、広島県、福岡県、熊本県、鹿児島県、沖縄県に拡大[11]。
- 2016年（平成28年）
  - 5月14日 - ロボット人材派遣サービスの提供範囲を北海道（札幌市）、新潟県、長野県、大阪府に拡大[12]。
  - 6月10日 - ロボット人材派遣サービスの提供範囲を宮城県、岐阜県、三重県、京都府、兵庫県に拡大。
  - 7月7日 - ロボット人材派遣サービスの提供範囲を岡山県に拡大。
  - 7月21日 - ホンダとソフトバンクグループが、AI分野で「感情エンジン」を活用した共同研究を開始[13]。
  - 8月25日 - 川崎重工業が「感情エンジン・自然言語対話システム」を活用した次世代モーターサイクルの開発に着手[14]
  - 9月20日 - アイサンテクノロジーが受託している愛知県による自動走行の社会受容性実証実験事業に、アプリケーション「cocoro Drive」を提供[15]。
- 2017年（平成29年）
  - 1月5日 - ホンダが感情エンジンHANAを搭載するEVコミューターのコンセプトカー「NeuV」を発表[16]。
  - 5月24日 - 三菱自動車が感情エンジンを搭載したAIパーソナルアシスタント「RISA」を発表[17]。
  - 7月19日 - ルネサスエレクトロニクスが感情エンジンを活用した車載情報システム用SoC「R-Car」向けの開発キットを発表[18]。
- 2019年（令和元年）7月1日 - ソフトバンクロボティクスにより吸収合併され解散。